# Jack Cohen (Unternehmer)
Sir John Edward „Jack“ Cohen (* 6. Oktober 1898 in Whitechapel, London als Jacob Edward Kohen; † 24. März 1979 in London) war ein britischer Unternehmer.

## Leben
Er war das fünfte von sechs Kindern jüdisch-polnischer Einwanderer aus Łódź. Cohen eröffnete 1919 einen Marktstand für Tee im Londoner East End, aus dem sich das britische Einzelhandelsunternehmen Tesco entwickelte. Den Namen Tesco entwickelte er 1924, als er eine große Menge Tee von T.E. Stockwell gekauft hatte. Er entwarf neue Etiketten für den Tee, wobei sich der Name dafür aus den Initialen des Lieferanten (TES) gefolgt von den ersten zwei Buchstaben seines eigenen Nachnamens (CO) zusammensetzte. 1931 eröffnete er die ersten beiden Tesco-Ladengeschäfte in Becontree und Burnt Oak. Sein Unternehmen expandierte in der Folgezeit stark und 1959 bestand die Tesco Group aus 185 Ladengeschäften.
Cohen heiratete 1924 Sarah Fox und hatte mit ihr zwei Töchter, Sybil Irene (1926–2005) und Shirley (* 1930). Um 1930 änderte er durch Deed poll seinen ersten Vornamen von „Jacob“ zu „John“.
1969 wurde Cohen als Knight Bachelor geadelt.